# Władysław Włoch
Władysław Włoch (ur. 28 marca 1941 r. w Żurawicy) – polski poeta i eseista. Jego debiut prasowy przypada na 1966 rok i dotyczy miesięcznika „Poezja”, debiut książkowy zaś miał miejsce w roku 1971. Wiersze drukował między innymi w  „Nowym Wyrazie”, „Profilach”, „Frazie”, Tygodniku kulturalnym”, „Gazecie lwowskiej”, "Prometeju".
Władysław Włoch jest także laureatem Literackiej Nagrody im. Juliana Przybosia (1979), Literackiej Nagrody Miasta Rzeszowa w 1994 roku oraz Nagrody Marszałka Województwa Podkarpackiego w dziedzinie kultury w 2004 roku. Współorganizował „Zamkowe spotkania z literaturą”, odbywające się od października 2000 roku raz w miesiącu w sali kominkowej Zamku Kazimierzowskiego w Przemyślu, a zakończonych w 2001 roku wydaniem almanachu. Piotr Kuncewicz pisał o jego poezji: „To bardzo charakterystyczna poezja, której autora trudno pomylić z kim innym".

## Autor książek
- Żywioł pokątny[4]
- Moreny[15]
- Sonety do Eurydyki[16]
- Gałąź osobna[17]
- Sonety do Morfeusza[18]
- Zeznania liryczne[19]
- Trzeci brzeg[20]
- Wycofana skarga[21]
- Pozew[22]
- Za śpiewem[23]
- Posiew i rdza[24]
- Rzut poziomy[25]
- Wędrująca brama[26]
- Rzut boczny[27]
- Kość zgody[28]
- Bez urazy[29]
- Rzut wolny[30]
- Wiersze wybrane[31]
- Według Godota[32]
- Clematis vitalba (renga-falanga)[33]
- Helianthus annuus (renga-falanga)[34]
- Sarcopoterium spinosum (renga-falanga)[35]